# Église Santa Maria in Betlem
L'église Santa Maria in Betlem, fondée vers 1130, se dresse dans le quartier caractéristique de Borgo de Pavie, sur l'autre rive du fleuve Tessin depuis le centre-ville. Près de l'église se trouvait un hôpital pour le soin des pèlerins et des malades.

## Histoire
Le nom de l'église, Santa Maria in Betlem, dérive du fait que l'axe routier de Borgo Ticino était le directeur pour les pèlerins se rendant en Terre Sainte, et pour la dépendance (opposée par l'évêque de Pavie) de l'église sur le évêque de Bethléem. L'église actuelle, datant de la fin du XIIe siècle, se dresse sur l'emprise d'un ancien édifice d'époque carolingienne dont les vestiges (accessibles par une trappe dans le sol) ont été découverts lors de la restauration en 1952. 
Près de l'église se dressait l'hôpital Oltreticino, qui accueillait les pèlerins, les malades et les pauvres. Les premiers documents mentionnant l'église et l'hôpital remontent à 1130. En 1383, l'hôpital de Santa Maria in Betlem fut fusionné avec l'hôpital voisin de Sant'Antonio Abate. L'hôpital était alors lié au couvent et à l'église de Sant'Antonio, qui a été supprimé en 1808 et démoli ; de la structure ne sont aujourd'hui conservés que, sur le côté droit de l'église, le portique du XVIIe siècle. À partir de 1383, donc, l'hôpital, cohérent avec l'église, est confié aux frères Antonins de Vienne en France. La paroisse a été répertoriée dans les évaluations de 1250 comme celles de Porta Ponte et est mentionnée dans la visite pastorale effectuée par Amicus de Fossulanis en 1460 et dans celle d'Angelo Peruzzi en 1576, dans laquelle elle comptait 900 âmes de communion. En 1769, son clergé se compose de deux prêtres, puis se réduit à un prêtre et deux coadjuteurs en 1845, tandis que le nombre de paroissiens passe de 1 305 en 1780 à 1 370 en 1807, pour passer ensuite à 1 650 en 1845 et 2 056 en 1877.

## Architecture
L'église Santa Maria in Betlem a été construite au XIIe siècle sur un ancien oratoire d'époque carolingienne. En 1952, lors de la restauration de l'église, les vestiges de l'édifice carolingien sont identifiés et le périmètre de l'ancien lieu de culte est tracé sur le sol de l'église.

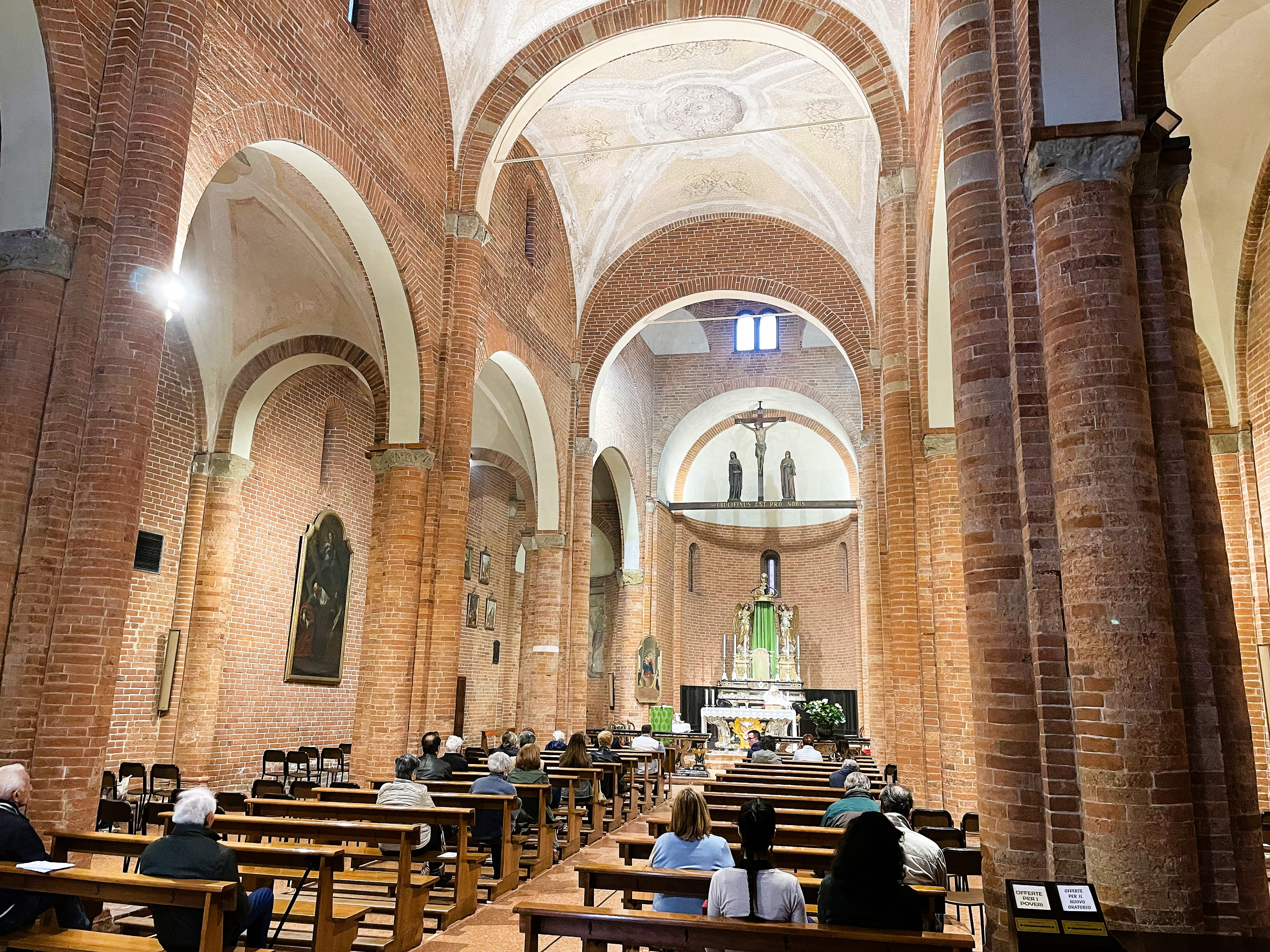
L'intérieur.
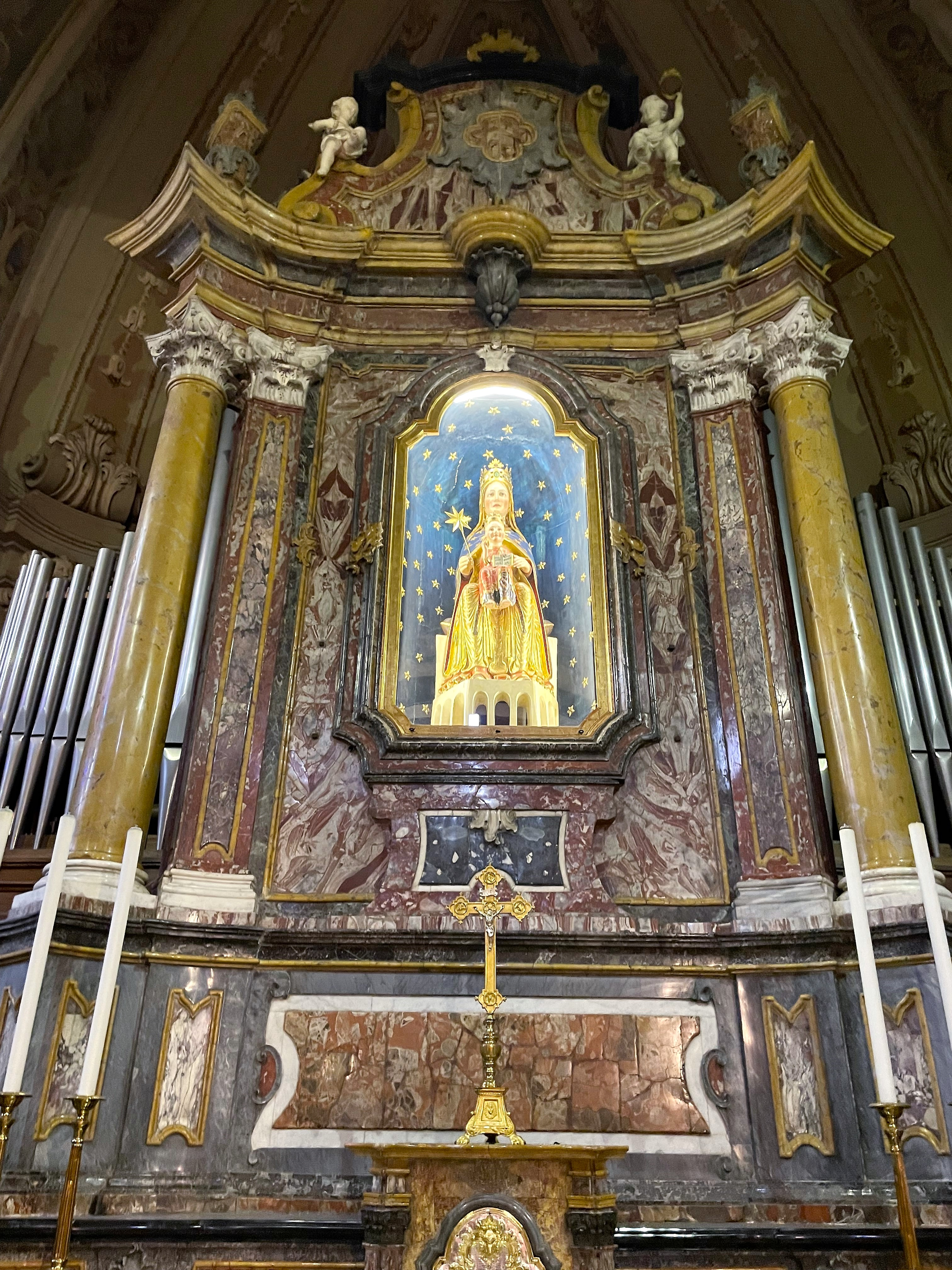
La Madonna della Stella, statue en bois peinte par un artiste français anonyme du XIIIe siècle.
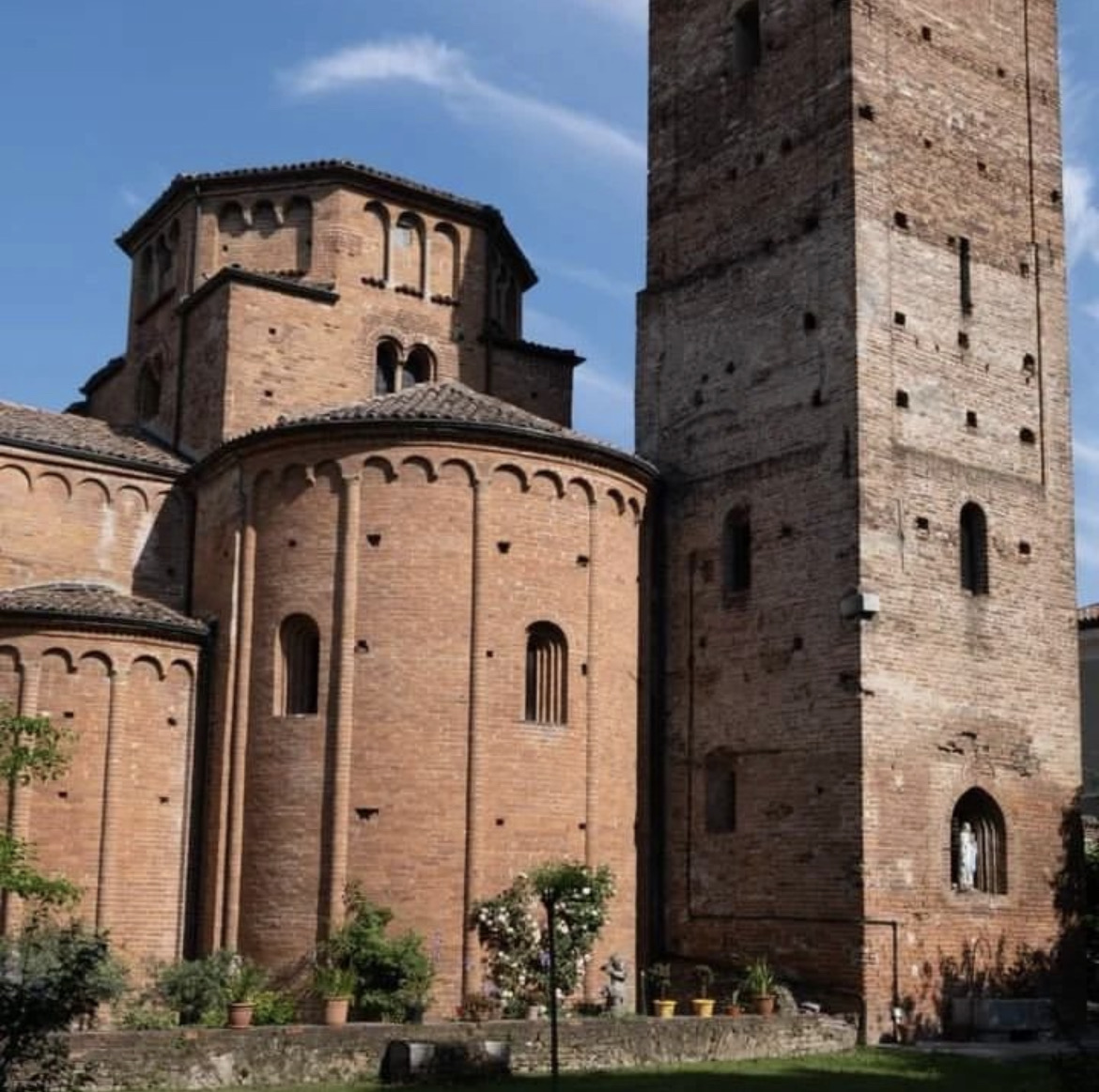
L'abside.
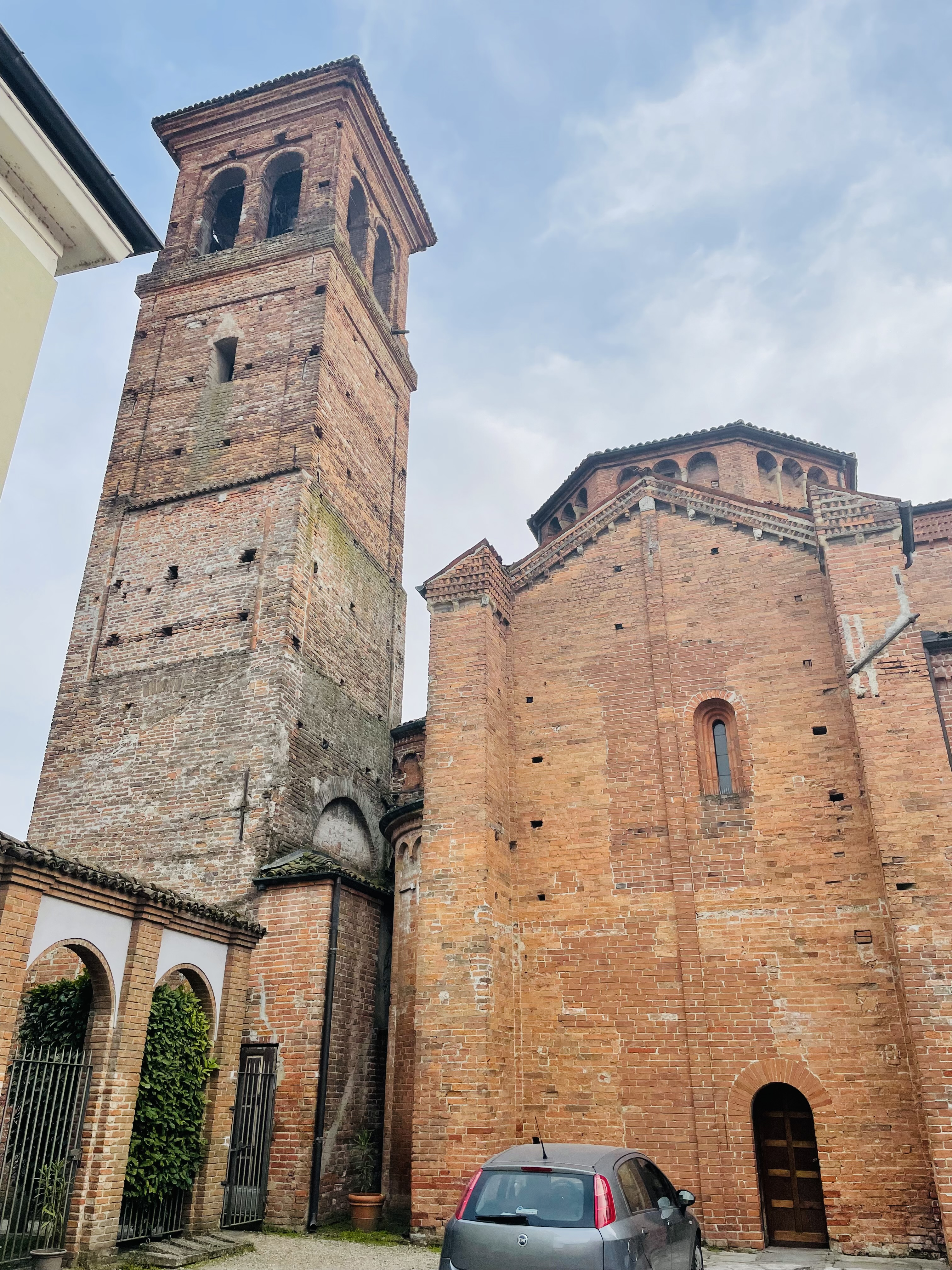
Le clocher (XVIe siècle) et la façade nord.

Santa Maria in Betlem a, comme beaucoup d'autres églises romanes de Pavie, la façade à double pente, caractérisée par un grand portail en grès avec un léger évasement. La façade est complétée par des loggias aveugles, des arcs suspendus entrelacés et un motif en dents de scie. À l'intérieur, l'église est marquée par trois nefs. Au fond de la nef centrale, la lanterne rejoint la coupole par les panaches caractéristiques de type lombard.
À l'intérieur de la première chapelle à gauche, à l'intérieur d'un grand autel en marbre du XVIIIe siècle, se trouve la statue miraculeuse en bois de la Madonna della Stella, peut-être une œuvre française du XIIIe siècle. Les fresques de la voûte ont été peintes par Paolo Barbotti en 1851. Le clocher, datant du XIIIe siècle, a été élevé à l'époque moderne.